# 서대문구 갑 (1950년 선거구)
서대문구 갑은 대한민국의 옛 국회의원 선거구이다. 당시 서울특별시 서대문구의 일부 지역을 관할했다.

## 역사
제2대 국회의원 선거를 앞두고 서대문구 선거구가 갑, 을로 분구되면서 신설되었다.
제9대 국회의원 선거를 앞두고 서대문구 갑, 을, 병 선거구가 서대문구 단일 선거구로 통합되면서 폐지되었다.

## 역대 국회의원
| 선거   | 정당 | 정당       | 의원   |
| ------ | ---- | ---------- | ------ |
| 1950년 |      | 무소속     | 김용우 |
| 1954년 |      | 민주국민당 | 김도연 |
| 1958년 |      | 민주당     | 김도연 |
| 1960년 |      | 민주당     | 김도연 |
| 1963년 |      | 민정당     | 김재광 |
| 1965년 |      | 민중당     | 김상현 |
| 1967년 |      | 신민당     | 김재광 |
| 1971년 |      | 신민당     | 김재광 |

## 역대 선거 결과

### 대한민국 제2대 국회의원 선거
|  | 50.19% |

|  | 41.33% |

|  | 8.46% |

|  | 0% |

|  | 0% |

|  | 0% |

### 대한민국 제3대 국회의원 선거
|  | 38.97% |

|  | 27.05% |

|  | 26.88% |

|  | 5.03% |

|  | 2.05% |

### 대한민국 제4대 국회의원 선거
|  | 69.33% |

|  | 23.85% |

|  | 3.23% |

|  | 2.21% |

|  | 1.35% |

### 대한민국 제5대 국회의원 선거
|  | 71.14% |

|  | 19.94% |

|  | 6.65% |

|  | 2.25% |

### 대한민국 제6대 국회의원 선거
|  | 40.16% |

|  | 20.73% |

|  | 15.51% |

|  | 11.74% |

|  | 8.53% |

|  | 1.29% |

|  | 1.21% |

|  | 0.80% |

|  | 0% |

### 1965년 대한민국 재보궐선거
김재광 의원의 사임으로 인해 치러진 1965년 대한민국 재보궐선거에서 민중당 김상현 후보가 당선되었다.

### 대한민국 제7대 국회의원 선거
|  | 64.62% |

|  | 31.87% |

|  | 0.79% |

|  | 0.78% |

|  | 0.61% |

|  | 0.50% |

|  | 0.45% |

|  | 0.33% |

### 대한민국 제8대 국회의원 선거
|  | 73.19% |

|  | 25.56% |

|  | 0.52% |

|  | 0.38% |

|  | 0.32% |